# Steve Corino
Steven Eugene Corino, noto semplicemente come Steve Corino (Winnipeg, 29 maggio 1973), è un ex wrestler canadese.
In carriera ha detenuto parecchi titoli, tra i quali NWA Worlds Heavyweight Championship, ECW World Heavyweight Championship, MLW World Heavyweight Championship, ROH World Tag Team Championship e WWC Universal Heavyweight Championship.

### Circuito indipendente (2001–2006)

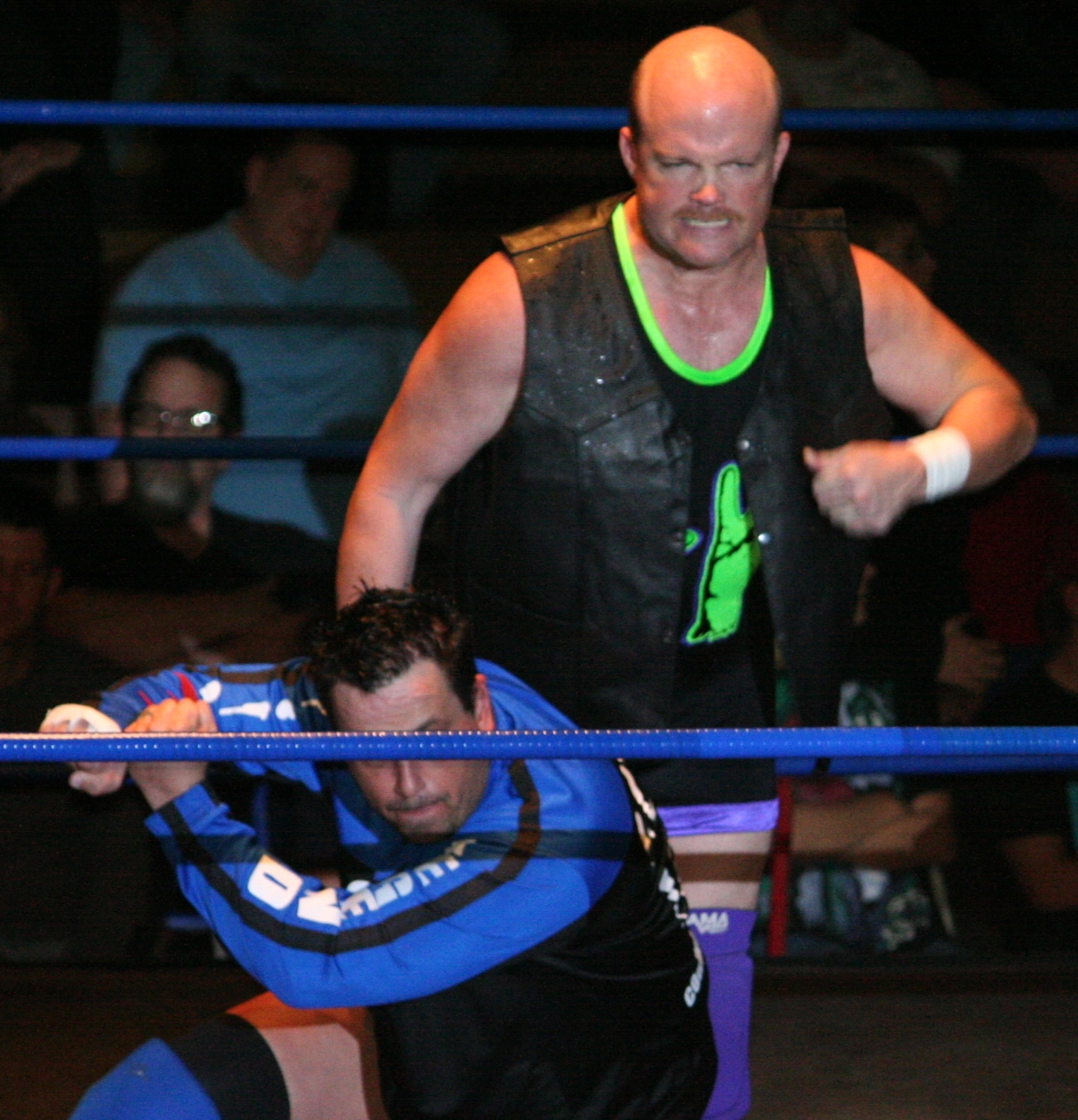
Corino con CW Anderson

## Carriera

### Extreme Championship Wrestling (1998–2001)
Nel 1998 Corino debuttò nella Extreme Championship Wrestling come manager heel. Si distinse in ECW grazie alla sua gimmick "King of Old School", deridendo e sminuendo i wrestler hardcore, arrivando anche ad interrompere un concerto dei Limp Bizkit per protestare contro la condotta immorale.
Alla fine del 1999, preso come suo manager Jack Victory, divenne "consigliere" di Tajiri e Rhino. Quindi cominciò un feud con Dusty Rhodes, che sconfisse in un sanguinario Bullrope match all'evento Living Dangerously. A Heat Wave 2000, perse contro Jerry Lynn. Il 5 novembre 2000 conquistò l'ECW World Heavyweight Championship allo show November to Remember, sconfiggendo Justin Credible, Sandman e il campione in carica Jerry Lynn in un Double Jeopardy match; e poi difese con successo la cintura a dicembre a Massacre on 34th Street (contro Jerry Lynn e Justin Credible in un three way dance) e ad Holiday Hell 2000 (contro Justin Credible e The Sandman in un three way dance match).
A causa dei ripetuti mancati pagamenti da parte della ECW, Corino lasciò la compagnia il 7 gennaio 2001, la sera che perse il titolo ECW World Heavyweight Championship cedendolo a The Sandman al ppv Guilty as Charged 2001. L'amico Dustin Rhodes gli fece avere un contratto con la World Championship Wrestling, ma non esordì mai. Quando la World Wrestling Federation acquisì la WCW nel marzo 2001, a Corino fu rescisso il contratto. Finì a lottare nella National Wrestling Alliance. Il 24 aprile vinse l'NWA World's Heavyweight Championship.

### WWE (2016–presente)
Nel novembre 2016 lavorò come guest trainer al WWE Performance Center. Poco tempo dopo, fu riportato che Corino aveva firmato un contratto come allenatore a tempo pieno con la WWE, a partire dal gennaio 2017. Il 12 gennaio 2017 arriva la conferma ufficiale.
Corino lavora anche come produttore di NXT.

## Personaggio
Mosse finali
- Eternal Dream / Sliding C Special (Sliding lariat)
- Old School Expulsion (Inverted facelock neckbreaker slam) – Innovatore
- Old School Kick (Superkick)
- Old School Suplex (Bridging fisherman suplex)
- Bridging belly-to-back suplex – 2012–2013

Con C.W. Anderson o Justin Credible
- Double superkick

Manager
- Dawn Marie
- Dutch Mantel
- J.J. Dillon
- Jack Victory
- Royce C. Profit
- Simply Luscious
- Alexis Laree
- Chuck LeGrande
- Rob Dimension

Wrestler diretti
- Kevin Steen
- Rhino
- Yoshihiro Tajiri

Soprannomi
- "The 4-5-6 Kid"
- "The King of Old School"[10]
- "The F'n God of Professional Wrestling"
- "The King of Kings"
- "The Best Independent Wrestler in the World"
- "The Extreme Horseman"
- "The Trouble King"

Musiche d'entrata
- Connection delle Elastica (MEWF / IPWA)
- Come with Me di Puff Daddy featuring Jimmy Page (ECW)
- The Old School Style dei Boner (ECW)
- A Welcome Burden dei Disturbed (ECW)
- Fire di Scooter (Zero1)
- Dirty Angel di Voodoo Johnson (ROH)
- Redemption di Blue Smock Nancy (ROH)
- Re-Birth [Welcome to the Pleasuredome [Into Battle Mix] Intro] di Cody B. Ware & Rick Jimenez

## Titoli e riconoscimenti
- Absolute Intense Wrestling
  - AIW Absolute Championship (1)[1]
- ACE Pro Wrestling
  - ACE Heavyweight Championship (1)[11]
- All Action Wrestling
  - AAW Australian Championship (1)[12]
- American Championship Entertainment
  - ACE Heavyweight Championship (1)
- American Wrestling Council
  - AWC Heavyweight Championship (1)[13]
- AWA Superstars of Wrestling
  - AWA Superstars of Wrestling World Heavyweight Championship (2)[1]
  - AWA Superstars of Wrestling World Tag Team Championship (1) – con Ricky Landell[1]
- Appalachia Pro Wrestling
  - APW Heavyweight Championship (1)[14]
- Blue Water Championship Wrestling
  - BWCW Heavyweight Championship (1)[11]
- Brew City Wrestling
  - BCW Heavyweight Championship (1)
- Brookwood 4 Wrestling
  - B4W North American Heavyweight Championship (2)[15]
  - B4W Hardcore Championship (1)[16]
  - B4W Heavyweight Championship (1)[17]
  - Shocker of the Year Award (2007)[18]
- Carolina Wrestling Association
  - CWA Heavyweight Championship (1)
- East Coast Wrestling Association
  - ECWA Tag Team Championship (2) – con Lance Diamond[1]
  - Hall of Fame (2021)[19][20]
- Eastern Shores Wrestling
  - ESW Light Heavyweight Championship (1)[1]
- Extreme Championship Wrestling
  - ECW World Heavyweight Championship (1)[1]
- Funking Conservatory
  - FC !BANG! Television Championship (1)[11]
  - FC Tag Team Championship (1) – con Adam Windsor[11]
- German Stampede Wrestling
  - GSW World Heavyweight Championship (3)[21][22][23]
  - Four Nations Cup (2005)[24]
- Hawai'i Championship Wrestling
  - HCW Kekaulike Heritage Tag Team Championship (1) – con Mr. Wrestling II[1]
- High Volume Pro Wrestling
  - HVPW Hall of Fame (2016)
- High Risk Pro Wrestling
  - HRPW World Heavyweight Championship (1)[25]
- IWA Championship Wrestling
  - IWA Heavyweight Championship (1)[26]
- Independent Wrestling Federation
  - IWF American Championship (2)[1]
- Independent Pro Wrestling Alliance
  - IPWA Light Heavyweight Championship (1)[1]
  - IPWA Tag Team Championship (1) – con Adam Flash[1]
  - IPWA Light Heavyweight Title Tournament (1997)[27]
- Intercontinental Wrestling Association
  - IWA-PA Heavyweight Championship (1)[1]
- International High Powered Wrestling
  - IHPW Heavyweight Championship (1)[28]
- KYDA Pro Wrestling
  - KYDA Pro Heavyweight Championship (1)[1]
  - KYDA Pro Mid-Atlantic Championship (1)[1]
- Legends Pro Wrestling
  - LPW Hall of Fame (Classe del 2010)[20]
- Major League Wrestling
  - MLW World Heavyweight Championship (1)[29]
- Maryland Championship Wrestling
  - MCW Hall of Fame (Classe del 2010)[30]
- Mid-Eastern Wrestling Federation
  - MEWF Mid-Atlantic Championship (1) [1]
  - MEWF Light Heavyweight Championship (3) [1]
  - MEWF Tag Team Championship (3) – con Jimmy Cicero[1]
  - Most Hated Wrestler Achievement Award (1996)[31]
- NWA 2000
  - NWA American Heritage Championship (1)[1]
  - NWA 2000 Light Heavyweight Championship (1)[1]
  - NWA American Heritage Title Tournament (1997)[32]
- NWA Florida
  - NWA Florida Heavyweight Championship (1)[33]
  - NWA Southern Heavyweight Championship (Florida version) (1)[1]
  - NWA World Heavyweight Championship (1)[1]
  - NWA Heartland States Heavyweight Championship (1)[11]
  - NWA Florida Heavyweight Title Tournament (2002)[34]
- NWA New Jersey
  - NWA Florida Southern Heavyweight Title Tournament (2002)[35]
  - NWA United States Tag Team Championship (New Jersey version) (1) – con Lance Diamond[1]
  - NWA World Light Heavyweight Championship (New Jersey version) (1)[1]
- NWA New Jersey / New York
  - NWA New Jersey / New York Heavyweight Championship (1)[1]
- NWA Midwest
  - NWA Midwest Heavyweight Championship / Zero1 Pro Wrestling USA Midwest Heavyweight Championship (1)[36]
- NWA Southwest
  - NWA North American Heavyweight Championship (1)[1]
- One Pro Wrestling
  - 1PW World Heavyweight Championship (1)[37]
- Organization of Modern Extreme Grappling Arts
  - OMEGA Heavyweight Championship (1)[1]
- Pennsylvania Championship Wrestling
  - PCW Junior Heavyweight Championship (1)[1]
- Pennsylvania Wrestling Alliance
  - PWA Heavyweight Championship (1)[38]
- Platinum Pro Wrestling
  - PPW Heavyweight Championship (1)
- Premier Championship Wrestling
  - PCW Tag Team Championship (1) – con Adam Knight[39]
  - PCW Heavyweight Championship (1)[40]
- Premier Wrestling Federation
  - PWF Tag Team Championship (4)[41] – con C. W. Anderson (3)[42] e Kid America (1)
  - PWF Universal Six Man Tag Team Championship (1) – con C. W. Anderson and John Skyler
  - PWF Universal Heavyweight Championship (6)[43][44][45]
  - PWF Mid-Atlantic Masters Championship (1)[46]
  - PWF Universal Six Man Title Tournament (2016)[47] – con C. W. Anderson and John Skyler
  - Match of the Year (2002, 2005, 2014, 2021)[20]
  - PWF MVP (2003)[48]
  - Tag Team of the Year (2005) - con C. W. Anderson[49]
- Pro-Wrestling SUN
  - WBD Tag Team Championship (1) - con Toshie Uematsu[50]
- PWF Northeast
  - PWF Northeast Heavyweight Championship (1)
- Pro Wrestling Extreme
  - PWX Heavyweight Championship (1)
- Pro Wrestling Illustrated
  - 35º nella lista dei migliori 500 wrestler singoli nei PWI 500 del 2001[51]
  - PWI Most Improved Wrestler of the Year (2000)[20]
- Pro Wrestling World-1
  - AWA World Heavyweight Championship (2)[1]
  - PWF World-1 Heavyweight Championship (2)[52][53]
  - World-1 North American Champion (1)
  - World-1 Tag Team Championship (2) – con C. W. Anderson (1) e Colby Corino (1)[54]
- Pro Wrestling Zero1
  - AWA World Heavyweight Championship (2)[1]
  - NWA Intercontinental Tag Team Championship (4) – con Mike Rapada (1), C. W. Anderson (1), Y2P-160kg (1), e Charles Evans (1)[55]
  - Zero-One United States Heavyweight Championship (4)[55]
- Pure Wrestling Association
  - PWA Pure Wrestling Championship (1)[1]
  - Carrot Cup (2008) - con Reggie Marley[56]
- Ring of Honor
  - ROH World Tag Team Championship (1) – con Jimmy Jacobs
  - ROH World Tag Team Championship Tournament (2012) – con Jimmy Jacobs[20]
- Southern Championship Wrestling
  - SCW Junior Heavyweight Championship (1) [1]
- Tri-State Wrestling Alliance
  - TWA Heavyweight Championship (1)[55]
- Union of Independent Professional Wrestlers
  - UIPW Union Heavyweight Championship (1)[1]
  - UNION Heavyweight Title Tournament (2007)[57]
- United States Championship Wrestling
  - USCW Tag Team Championship (1) – con Adam Flash[1]
- USA Xtreme Wrestling
  - UXW Heavyweight Championship (2)[1][58]
- World Association of Wrestling
  - WAW World Heavyweight Championship (1)
- World Wrestling Council
  - WWC World Junior Heavyweight Championship (1)[1]
  - WWC Universal Heavyweight Championship (2)[59]